# Flabelo (frevo)

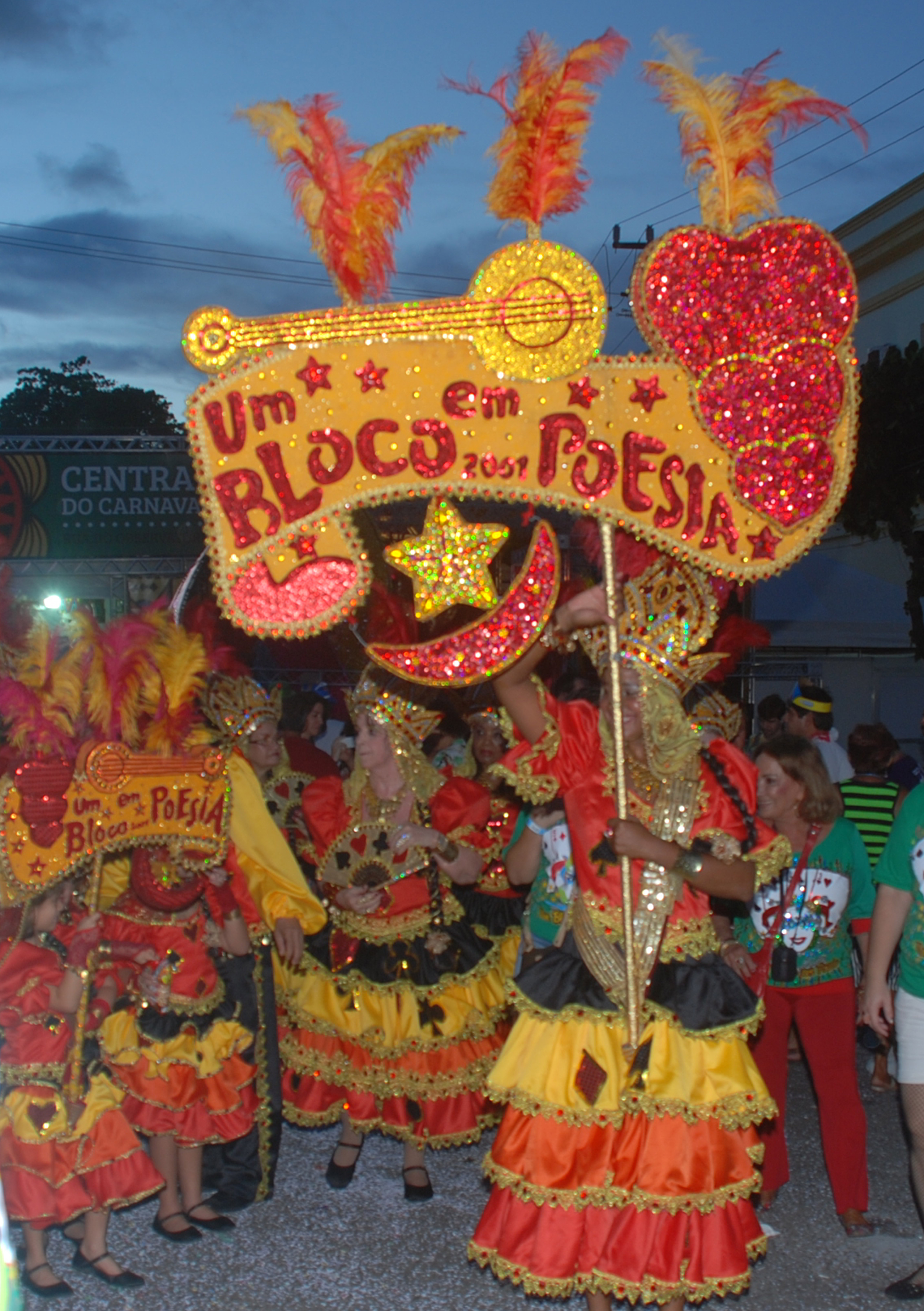
Flabelo de Um Bloco em Poesia

Flabelo é o abre-alas, um objeto decorativo utilizado na entrada ou abertura dos clubes carnavalescos líricos, do Carnaval de Pernambuco. Diferentemente dos estandartes, de origem de militar ou religiosa, apresentados à frente dos blocos de frevo, que são feitos de tecido sobre um suporte metálico, o flabelo é confeccionado com material rígido, lembrando o formato de um leque.